# Andrew Duff
Andrew Duff (ur. 25 grudnia 1950 w Birkenhead) – brytyjski polityk, deputowany do Parlamentu Europejskiego V, VI i VII kadencji.

## Życiorys
Ukończył w 1975 studia na Uniwersytecie w Cambridge, specjalizował się w zakresie literatury. Był pracownikiem naukowym w różnych instytucjach i dyrektorem organizacji Federal Trust. Od 1982 do 1990 pełnił funkcję radnego w Cambridge. Od 1994 do 1997 był wiceprzewodniczącym Liberalnych Demokratów.
W 1999 i 2004 z listy LD uzyskiwał mandat posła do Parlamentu Europejskiego. W wyborach w 2009 skutecznie ubiegał się o reelekcję. W VII kadencji przystąpił ponownie wraz z liberałami do grupy Porozumienia Liberałów i Demokratów na rzecz Europy, został też członkiem Komisji Spraw Konstytucyjnych.
W latach 2002–2003 był przewodniczącym grupy ELDR i wiceprzewodniczącym delegacji PE w Konwencie Unii Europejskiej. W 2008 stanął na czele Unii Federalistów Europejskich (UEF), zasiadł też we władzach Międzynarodowego Ruchu Europejskiego. Odznaczony Orderem Imperium Brytyjskiego IV klasy (OBE).